# Caffa (Gewebe)
Als Caffa oder Kaffa wurden im 17. und 18. Jahrhundert zwei verschiedene Arten von Geweben bezeichnet.

## Flachgewebe
Außerhalb Deutschlands waren Caffas mit verschiedenen Farben und Mustern bunt bemalte, leinwandbindige Baumwollgewebe, ähnlich Kattunen (hier Calicot oder Shirting), die ab 1605 in Ostindien hergestellt wurden und besonders von Bengalen aus gehandelt wurden.

### Caffard
Bei dem sogenannten Caffard, auch Cafard, handelte es sich um verschiedene Sorten von Gewebe, das in Frankreich hergestellt wurde, mit einer Kette aus Seiden- oder Florettgarn und einem Schuss aus einfachem Leinengarn oder Leinenzwirn, Florettseide, Kamelhaar, Wolle oder Baumwolle, sogenannte Satins Caffard oder Damas cafard, d. h. halbseidener „falscher“ Damast. Bei dem sogenannten Caffard de Village war die Kette aus Leinen, der Schuss aus Wolle. Die Bezeichnung Cafard, also französisch „Heuchler“, ergibt sich daraus, dass das Gewebe heuchelt hochwertiger zu sein, als es tatsächlich ist.

## Florgewebe
In Deutschland wurden als Caffas blumengemusterte Plüsche und Samte gehandelt, die im 17. Jahrhundert vor allem in Hamburg, später in Gera von Caffamachern produziert wurden. Auch Offenbach, Hanau, Berlin, Frankfurt am Main, Linz, Usingen sowie böhmische Manufakturen waren im späten 18. und frühen 19. Jahrhundert Produzenten dieses Gewebes. In Frankreich, in der Gegend um Lille, wurden sehr grobe Qualitäten unter der Bezeichnung Caffa de bois verfertigt.

### Herstellung
Neben Rutensamt, bei dem die Musterkette durch die Trittanbindung des Webstuhls ausgehoben wird, wurde Caffa auch mit einer Aufsatzvorrichtung ähnlich der Damastweberei hergestellt, bei der Zug- oder Zampeljungen die Harnischschnüre für die Aushebung der Musterkette von der Seite per Hand ausziehen.
Man unterschied Caffas mit aufgeschnittenem und unaufgeschnittenem Flor. Nur das Blumenmuster bildete einen vorspringenden Flor. Ein Gewebestück wurde 5/8 oder 7/8 Ellen (bei Zugrundelegung der Leipziger Elle von 0,566 Meter etwa 40 oder 50 Zentimeter) breit und 50 bis 60 Ellen (etwa 28–34 Meter) lang gemacht.
Caffas, bei denen das Muster nicht eingewebt war, konnten bedruckt, aber auch gebatikt werden.

### Material
Grundgewebe und Flor der Caffas wurden meist aus Wolle gefertigt, in Böhmen manchmal auch aus Kamelhaar. Es handelte sich um recht grobes Florgewebe mit 600–700 gezwirnten Kettfäden pro Gewebebreite aus gewaschener Wolle, die Fettwolle des Flors war doppelt so fein wie das Kettmaterial.
Caffas wurde in vielerlei Farben hergestellt; meist aber waren sie in scharlachroter Grundfarbe am beliebtesten. Das Färben erfolgte erst nach dem Weben.

### Verwendung
Das leichte und doch warme Gewebe konnte verarbeitet zu Kleidungsstücken (z. B. Westen für Männer) im Winter und Sommer getragen werden. Caffas wurden aber wohl überwiegend für Kissen und Bezüge z. B. in Kutschen, oder als Möbelstoff auf Stühlen und Sofas eingesetzt.